# Guarulhos (tiểu vùng)
Guarulhos là một tiểu vùng thuộc bang São Paulo, Brasil. Tiều vùng này có diện tích 777 km², dân số năm 2007 là 1173852 người.